# Ахиллес, Альбрехт
Альбрехт Адольф Конрад Ахиллес (нем. Albrecht Adolf Konrad Achilles; 1914—1943) — немецкий офицер-подводник времён Второй мировой войны, кавалер Рыцарского креста, капитан-лейтенант, корветтен-капитан.

## Биография
Альбрехт Ахиллес родился 25 января 1914 года в Карлсруэ. Морскую карьеру начал в апреле 1934 года, поступив на курсы подготовки офицеров (Crew 34). До 1940 года служил сперва на устаревшем линкоре «Шлезвиг-Гольштейн», затем на линейном крейсере «Гнейзенау». В течение года обучался в морской школе Мюрвик, в апреле 1940 года переведён в подводный флот. В качестве офицера совершил три похода на U-66 типа IXC под командованием Ричарда Заппа, был награждён Железным крестом 2-го класса и боевым знаком подводника. 1 сентября 1941 года присвоено звание капитан-лейтенанта.

### Командование U-161
1 января 1942 года Альбрехт Ахиллес принял у Ганса-Людвига Витта командование субмариной U-161 типа IXC с только что завершившим обучение экипажем. В качестве командира этой лодки Ахиллес совершил шесть боевых походов, в основном в Карибском море, но также в Южной Атлантике и водах у побережья Африки. На счету лодки было 13 потопленных судов (63 412 брт) и 1 потопленный военный корабль (1130 т), 5 повреждённых судов (35 672 брт) и повреждённый британский лёгкий крейсер HMS Phoebe (5450 т). 5 апреля 1942 года, после завершения второго похода, Альбрехт Ахиллес был награждён Железным крестом 1-го класса, после завершения четвёртого похода, 16 января 1943 года, он стал кавалером Рыцарского железного креста.
27 сентября 1943 года возле Баии, в районе Салвадора у побережья Бразилии в районе с координатами 2°30′ ю. ш. 35°35′ з. д. U-161 была потоплена самолетом «Маринер» эскадрильи VP-74 ВМС США. Командир погиб вместе с лодкой и со всем экипажем.
5 апреля 1945 года Альбрехту Ахиллесу посмертно было присвоено воинское звание корветтен-капитана.

## Награды
- Награда вермахта за службу, 4-го класса (8 апреля 1938)
- Рыцарский крест (1939)
  - 2й класс (7 августа 1941)
  - 1й класс (5 апреля 1942)
- Нагрудный знак подводника (7 августа 1941)
- Рыцарский крест железного креста (16 января 1943)
- 1 раз упоминался в «Вермахтберихт» (12 марта 1942) - ежедневный доклад высшего командования вермахта, упоминание в нём считалось исключительной честью.

### Упоминание в «Вермахтберихт»
| Дата          | Оригинальная немецкая запись «Wehrmachtbericht» | Дословный перевод на русский |
| 12 марта 1942 | Bei den Unternehmungen in Amerikanischen Gewässern zeichneten sie die Unterseeboote unter Führung der Kapitänleutnante Achilles und Nico Clausen besonders aus. | При операциях в американских водах особенно отличились подлодки под командованием капитан-лейтенантов Ахиллеса и Нико Клаузена. |